# Mate Pavić
Mate Pavić (Split, 4 juli 1993) is een Kroatische tennisser, die sinds 2009 uitkomt in het professionele circuit.
Als junior won Pavić met partner George Morgan de dubbelspeltitel op Wimbledon in 2011.
Op het ATP-toernooi van Zagreb 2012 wist Pavić op 18-jarige leeftijd voor de eerste keer in zijn carrière een dubbelspelfinale te bereiken. Pavić won zijn eerste wedstrijd op een ATP-toernooi in het enkelspel van Robin Haase tijdens het ATP-toernooi van Rosmalen 2012. In 2021 behaalde hij met zijn dubbelpartner Nikola Mektić de gouden medaille op de Olympische Spelen 2020.
Met het winnen van Roland Garros 2024 vervolmaakte Pavić het gouden carrière grandslam.

## Palmares
| Legenda                       | Legenda               |
| ----------------------------- | --------------------- |
| Grand Slam                    |                       |
| Olympische Spelen             |                       |
| tot 2009                      | vanaf 2009            |
| Tennis Masters Cup            | ATP Finals            |
| ATP Masters Series            | ATP Tour Masters 1000 |
| ATP International Series Gold | ATP Tour 500          |
| ATP International Series      | ATP Tour 250          |

### Dubbelspel
| Nr.                          | Datum             | Toernooi             | Ondergrond    | Partner           | Tegenstanders in finale                   | Score                            | Details           |
| ---------------------------- | ----------------- | -------------------- | ------------- | ----------------- | ----------------------------------------- | -------------------------------- | ----------------- |
| Gewonnen finales herendubbel |                   |                      |               |                   |                                           |                                  |                   |
| 1.                           | 24 mei 2015       | ATP Nice             | Gravel        | Michael Venus     | Jean-Julien Rojer Horia Tecău             | 7-6(4), 2-6, [10-8]              | Details           |
| 2.                           | 16 januari 2016   | ATP Auckland (1)     | Hardcourt     | Michael Venus     | Eric Butorac Scott Lipsky                 | 7-5, 6-4                         | Details           |
| 3.                           | 8 februari 2016   | ATP Montpellier (1)  | Hardcourt     | Michael Venus     | Alexander Zverev Mischa Zverev            | 7-5, 7-6(4)                      | Details           |
| 4.                           | 21 februari 2016  | ATP Marseille        | Hardcourt (i) | Michael Venus     | Jonathan Erlich Colin Fleming             | 6-2, 6-3                         | Details           |
| 5.                           | 11 juni 2016      | ATP Rosmalen         | Gras          | Michael Venus     | Raven Klaasen Dominic Inglot              | 3-6, 6-3, [11-9]                 | Details           |
| 6.                           | 15 april 2017     | ATP Marrakesh        | Gravel        | Dominic Inglot    | Marcel Granollers Marc López              | 6-4, 2-6, [11-9]                 | Details           |
| 7.                           | 30 juli 2017      | ATP Hamburg          | Gravel        | Ivan Dodig        | Pablo Cuevas Marc López                   | 6-3, 6-4                         | Details           |
| 8.                           | 22 oktober 2017   | ATP Stockholm        | Hardcourt (i) | Oliver Marach     | Aisam-ul-Haq Qureshi Jean-Julien Rojer    | 3-6, 7-6(6), [10-4]              | Details           |
| 9.                           | 5 januari 2018    | ATP Doha             | Hardcourt     | Oliver Marach     | Jamie Murray Bruno Soares                 | 6-2, 7-6(6)                      | Details           |
| 10.                          | 13 januari 2018   | ATP Auckland (2)     | Hardcourt     | Oliver Marach     | Maks Mirni Philipp Oswald                 | 6-4, 5-7, [10-7]                 | Details           |
| 11.                          | 27 januari 2018   | Australian Open      | Hardcourt     | Oliver Marach     | Juan Sebastián Cabal Robert Farah Maksoud | 6-4, 6-4                         | Details           |
| 12.                          | 26 mei 2018       | ATP Genève (1)       | Gravel        | Oliver Marach     | Ivan Dodig Rajeev Ram                     | 3-6, 7-6(3), [11-9]              | Details           |
| 13.                          | 30 september 2018 | ATP Chengdu          | Hardcourt     | Ivan Dodig        | Austin Krajicek Jeevan Nedunchezhiyan     | 6-2, 6-4                         | Details           |
| 14.                          | 25 mei 2019       | ATP Genève (2)       | Gravel        | Oliver Marach     | Matthew Ebden Robert Lindstedt            | 6-4, 6-4                         | Details           |
| 15.                          | 13 oktober 2019   | ATP Shanghai         | Hardcourt     | Bruno Soares      | Łukasz Kubot Marcelo Melo                 | 6-4, 6-2                         | Details           |
| 16.                          | 9 februari 2020   | ATP Montpellier (2)  | Hardcourt (i) | Nikola Čačić      | Dominic Inglot Aisam-ul-Haq Qureshi       | 6-4, 6-7(4), [10-4]              | Details           |
| 17.                          | 10 september 2020 | US Open              | Hardcourt     | Bruno Soares      | Wesley Koolhof Nikola Mektić              | 7-5, 6-3                         | Details           |
| 18.                          | 12 januari 2021   | ATP Antalya          | Hardcourt     | Nikola Mektić     | Ivan Dodig Filip Polášek                  | 6-2, 6-4                         | Details           |
| 19.                          | 7 februari 2021   | ATP Melbourne 2      | Hardcourt     | Nikola Mektić     | Jérémy Chardy Fabrice Martin              | 7-6(2), 6-3                      | Details           |
| 20.                          | 7 maart 2021      | ATP Rotterdam        | Hardcourt (i) | Nikola Mektić     | Kevin Krawietz Horia Tecău                | 7-6(7), 6-2                      | Details           |
| 21.                          | 3 april 2021      | ATP Miami            | Hardcourt     | Nikola Mektić     | Daniel Evans Neal Skupski                 | 6-4, 6-4                         | Details           |
| 22.                          | 18 april 2021     | ATP Monte Carlo      | Gravel        | Nikola Mektić     | Daniel Evans Neal Skupski                 | 6-3, 4-6, [10-7]                 | Details           |
| 23.                          | 16 mei 2021       | ATP Rome (1)         | Gravel        | Nikola Mektić     | Rajeev Ram Joe Salisbury                  | 6-4, 7-6(4)                      | Details           |
| 24.                          | 26 juni 2021      | ATP Eastbourne       | Gras          | Nikola Mektić     | Rajeev Ram Joe Salisbury                  | 6-4, 6-3                         | Details           |
| 25.                          | 10 juli 2021      | Wimbledon            | Gras          | Nikola Mektić     | Marcel Granollers Horacio Zeballos        | 6-4, 7-6(5), 2-6, 7-5            | Details           |
| 26.                          | 30 juli 2021      | Olympische Spelen    | Hardcourt     | Nikola Mektić     | Marin Čilić Ivan Dodig                    | 6-4, 3-6, [10-6]                 | Details           |
| 27.                          | 15 mei 2022       | ATP Rome (2)         | Gravel        | Nikola Mektić     | John Isner Diego Schwartzman              | 6–3, 6–7(6–8), [12–10]           | Details           |
| 28.                          | 21 mei 2022       | ATP Genève (3)       | Gravel        | Nikola Mektić     | Pablo Andújar Matwé Middelkoop            | 2–6, 6–2, [10–3]                 | Details           |
| 29.                          | 12 juni 2022      | ATP Stuttgart        | Gras          | Hubert Hurkacz    | Tim Pütz Michael Venus                    | 7–6(3), 7–6(5)                   | Details           |
| 30.                          | 19 juni 2022      | ATP Londen           | Gras          | Nikola Mektić     | Lloyd Glasspool Harri Heliövaara          | 3–6, 7–6(3), [10–6]              | Details           |
| 31.                          | 25 juni 2022      | ATP Eastbourne       | Gras          | Nikola Mektić     | Matwé Middelkoop Luke Saville             | 7–6(3), 7–6(5)                   | Details           |
| 32.                          | 9 oktober 2022    | ATP Astana           | Hardcourt (i) | Nikola Mektić     | Adrian Mannarino Fabrice Martin           | 6–4, 6–2                         | Details           |
| 33.                          | 14 januari 2023   | ATP Auckland         | Hardcourt     | Nikola Mektić     | Nathaniel Lammons Jackson Withrow         | 6–4, 6–7(5), [10–6]              | Details           |
| 34.                          | 18 juni 2023      | ATP Stuttgart        | Gras          | Nikola Mektić     | Kevin Krawietz Tim Pütz                   | 7–6(2), 6–3                      | Details           |
| 35.                          | 1 juli 2023       | ATP Eastbourne       | Gras          | Nikola Mektić     | Ivan Dodig Austin Krajicek                | 6–4, 6–2                         | Details           |
| 36.                          | 7 januari 2024    | ATP Hongkong         | Hardcourt     | Marcelo Arévalo   | Sander Gillé Joran Vliegen                | 7–6(3), 6–4                      | Details           |
| 37.                          | 25 mei 2024       | ATP Genève           | Gravel        | Marcelo Arévalo   | Jean-Julien Rojer Lloyd Glasspool         | 6–4, 6–2                         | Details           |
| 38.                          | 8 juni 2024       | Roland Garros        | Gravel        | Marcelo Arévalo   | Simone Bolelli Andrea Vavassori           | 7-5, 6-3                         | Details           |
| Verloren finales herendubbel |                   |                      |               |                   |                                           |                                  |                   |
| 1.                           | 5 februari 2012   | ATP Zagreb           | Hardcourt (i) | Ivan Dodig        | Marcos Baghdatis Michail Joezjny          | 2-6, 2-6                         | Details           |
| 2.                           | 10 februari 2013  | ATP Zagreb           | Hardcourt (i) | Ivan Dodig        | Julian Knowle Filip Polášek               | 3-6, 3-6                         | Details           |
| 3.                           | 5 januari 2014    | ATP Chennai          | Hardcourt     | Marin Draganja    | Johan Brunström Frederik Nielsen          | 2-6, 6-4, [7-10]                 | Details           |
| 4.                           | 19 juli 2015      | ATP Newport          | Gras          | Nicholas Monroe   | Jonathan Marray Aisam-ul-Haq Qureshi      | 6-4, 3-6, [8-10]                 | Details           |
| 5.                           | 26 juli 2015      | ATP Bogota           | Hardcourt     | Michael Venus     | Édouard Roger-Vasselin Radek Štěpánek     | 5-7, 3-6                         | Details           |
| 6.                           | 25 oktober 2015   | ATP Stockholm        | Hardcourt (i) | Michael Venus     | Nicholas Monroe Jack Sock                 | 5-7, 2-6                         | Details           |
| 7.                           | 22 mei 2016       | ATP Nice             | Gravel        | Michael Venus     | Juan Sebastián Cabal Robert Farah Maksoud | 6-4, 4-6, [8-10]                 | Details           |
| 8.                           | 24 juli 2016      | ATP Gstaad           | Gravel        | Michael Venus     | Julio Peralta Horacio Zeballos            | 6-7, 2-6                         | Details           |
| 9.                           | 25 september 2016 | ATP Metz             | Hardcourt     | Michael Venus     | Julio Peralta Horacio Zeballos            | 3-6, 6-7                         | Details           |
| 10.                          | 23 oktober 2016   | ATP Stockholm        | Hardcourt (i) | Michael Venus     | Elias Ymer Mikael Ymer                    | 1-6, 1-6                         | Details           |
| 11.                          | 18 juni 2017      | ATP Stuttgart        | Gras          | Oliver Marach     | Jamie Murray Bruno Soares                 | 7-6, 5-7, [5-10]                 | Details           |
| 12.                          | 30 juni 2017      | ATP Antalya          | Gras          | Oliver Marach     | Robert Lindstedt Aisam-ul-Haq Qureshi     | 5-7, 1-4, opgave                 | Details           |
| 13.                          | 15 juli 2017      | Wimbledon            | Gras          | Oliver Marach     | Łukasz Kubot Marcelo Melo                 | 7-5, 5-7, 6-7(2), 6-3, 11-13     | Details           |
| 14.                          | 18 februari 2018  | ATP Rotterdam        | Hardcourt (i) | Oliver Marach     | Pierre-Hugues Herbert Nicolas Mahut       | 6-2, 2-6, [7-10]                 | Details           |
| 15.                          | 22 april 2018     | ATP Monte Carlo      | Gravel        | Oliver Marach     | Bob Bryan Mike Bryan                      | 6-7(5), 3-6                      | Details           |
| 16.                          | 9 juni 2018       | Roland Garros        | Gravel        | Oliver Marach     | Pierre-Hugues Herbert Nicolas Mahut       | 2-6, 6-7(4)                      | Details           |
| 17.                          | 29 juli 2018      | ATP Hamburg          | Gravel        | Oliver Marach     | Julio Peralta Horacio Zeballos            | 1-6, 6-4, [6-10]                 | Details           |
| 18.                          | 7 oktober 2018    | ATP Peking           | Hardcourt     | Oliver Marach     | Łukasz Kubot Marcelo Melo                 | 1-6, 4-6                         | Details           |
| 19.                          | 20 oktober 2019   | ATP Stockholm        | Hardcourt (i) | Bruno Soares      | Henri Kontinen Édouard Roger-Vasselin     | 4-6, 2-6                         | Details           |
| 20.                          | 28 september 2020 | ATP Hamburg          | Gravel        | Ivan Dodig        | John Peers Michael Venus                  | 3-6, 4-6                         | Details           |
| 21.                          | 10 oktober 2020   | Roland Garros        | Gravel        | Bruno Soares      | Kevin Krawietz Andreas Mies               | 3-6, 5-7                         | Details           |
| 22.                          | 8 november 2020   | ATP Parijs           | Hardcourt (i) | Bruno Soares      | Félix Auger-Aliassime Hubert Hurkacz      | 7-6(3), 6-7(7), [2-10]           | Details           |
| 23.                          | 20 maart 2021     | ATP Dubai            | Hardcourt     | Nikola Mektić     | Juan Sebastián Cabal Robert Farah Maksoud | 6-7(0), 6-7(4)                   | Details           |
| 24.                          | 9 mei 2021        | ATP Madrid           | Gravel        | Nikola Mektić     | Marcel Granollers Horacio Zeballos        | 6-1, 3-6, [8-10]                 | Details           |
| 25.                          | 15 augustus 2021  | ATP Montreal/Toronto | Hardcourt     | Nikola Mektić     | Rajeev Ram Joe Salisbury                  | 3-6, 6-4, [3-10]                 | Details           |
| 26.                          | 19 februari 2022  | ATP Dubai            | Hardcourt     | Nikola Mektić     | Tim Pütz Michael Venus                    | 3-6, 7-6(5) [14-16]              | Details           |
| 27.                          | 24 april 2022     | ATP Belgrado         | Gravel        | Nikola Mektić     | Tim Pütz Michael Venus                    | 2-6, 6-3, [7-10]                 | Details           |
| 28.                          | 9 juli 2022       | Wimbledon            | Gras          | Nikola Mektić     | Matthew Ebden Max Purcell                 | 6–7(5), 7–6(3), 6–4, 4–6, 6–7(2) | Details           |
| 29.                          | 20 november 2022  | ATP Finals           | Hardcourt (i) | Nikola Mektić     | Rajeev Ram Joe Salisbury                  | 6–7(4), 4–6                      | Details           |
| 30.                          | 1 oktober 2023    | ATP Astana           | Gravel        | John Peers        | Nathaniel Lammons Jackson Withrow         | 6-7(4), 6-7(7)                   | Details           |
| 31.                          | 19 mei 2024       | ATP Rome             | Gravel        | Marcelo Arévalo   | Marcel Granollers Horacio Zeballos        | 2-6, 2-6                         | Details           |
| Gewonnen finales challengers |                   |                      |               |                   |                                           |                                  |                   |
| 1.                           | 25 november 2012  | Toyota               | Hardcourt (i) | Philipp Oswald    | Andrea Arnaboldi Matteo Viola             | 6-3, 3-6, [10-2]                 | 6-3, 3-6, [10-2]  |
| 2.                           | 13 april 2013     | Guadalajara          | Hardcourt     | Marin Draganja    | Sam Groth John-Patrick Smith              | 5-7, 6-2, [13-11]                | 5-7, 6-2, [13-11] |
| 3.                           | 7 juli 2013       | Portoroz             | Hardcourt     | Marin Draganja    | Aljaž Bedene Blaž Rola                    | 6-3, 1-6, [10-5]                 | 6-3, 1-6, [10-5]  |
| 4.                           | 21 juli 2013      | Eskisehir            | Hardcourt     | Marin Draganja    | Sanchai Ratiwatana Sonchat Ratiwatana     | 6-3, 3-6, [10-7]                 | 6-3, 3-6, [10-7]  |
| 5.                           | 22 september 2013 | Trnava               | Gravel        | Marin Draganja    | Aljaž Bedene Jaroslav Pospisil            | 7-5, 4-6, [10-6]                 | 7-5, 4-6, [10-6]  |
| 6.                           | 3 november 2013   | Seoul                | Hardcourt     | Marin Draganja    | Hsin-Han Lee Hsien-Yin Peng               | 7-5, 6-2                         | 7-5, 6-2          |
| 7.                           | 10 november 2013  | Yeongwol             | Hardcourt     | Marin Draganja    | Hsin-Han Lee Hsien-Yin Peng               | 6-4, 4-6, [10-7]                 | 6-4, 4-6, [10-7]  |
| 8.                           | 2 november 2014   | Réunion              | Hardcourt     | Robin Haase       | Jonathan Eysseric Fabrice Martin          | 7-5, 4-6, [10-7]                 | 7-5, 4-6, [10-7]  |
| 9.                           | 5 april 2015      | Raänana              | Hardcourt     | Michael Venus     | Rameez Junaid Adil Shamasdin              | 6-1, 6-4                         | 6-1, 6-4          |
| 10.                          | 19 april 2015     | Mersin               | Gravel        | Michael Venus     | Riccardo Ghedin Ramkumar Ramanathan       | 5-7, 6-3, [10-4]                 | 5-7, 6-3, [10-4]  |
| 11.                          | 3 april 2016      | Leon                 | Gravel        | Santiago González | Samuel Groth Leander Paes                 | 6-4, 3-6, [13-11]                | 6-4, 3-6, [13-11] |

### Gemengd dubbelspel
| Nr.                            | Datum            | Toernooi        | Ondergrond | Partner             | Tegenstanders in finale    | Score               | Details |
| ------------------------------ | ---------------- | --------------- | ---------- | ------------------- | -------------------------- | ------------------- | ------- |
| Gewonnen finales gemengddubbel |                  |                 |            |                     |                            |                     |         |
| 1.                             | 9 september 2016 | US Open         | Hardcourt  | Laura Siegemund     | Coco Vandeweghe Rajeev Ram | 6-4, 6-4            | Details |
| 2.                             | 28 januari 2018  | Australian Open | Hardcourt  | Gabriela Dabrowski  | Tímea Babos Rohan Bopanna  | 2-6, 6-4, [11-9]    | Details |
| 3.                             | 13 juli 2023     | Wimbledon       | Gras       | Ljoedmyla Kitsjenok | Xu Yifan Joran Vliegen     | 6–4, 6–7(9), 6–3    | Details |
| Verloren finales gemengddubbel |                  |                 |            |                     |                            |                     |         |
| 1.                             | 7 juni 2018      | Roland Garros   | Gravel     | Gabriela Dabrowski  | Latisha Chan Ivan Dodig    | 2-6, 7-6(5), [8-10] | Details |
| 2.                             | 7 juni 2019      | Roland Garros   | Gravel     | Gabriela Dabrowski  | Latisha Chan Ivan Dodig    | 1-6, 6-7(5)         | Details |

### Landencompetities
| Nr.              | Datum           | Toernooi  | Ondergrond    | Partner(s)                                                      | Tegenstanders                                        | Score               | Ref.    |
| ---------------- | --------------- | --------- | ------------- | --------------------------------------------------------------- | ---------------------------------------------------- | ------------------- | ------- |
| Verloren finales |                 |           |               |                                                                 |                                                      |                     |         |
| 1.               | 5 december 2021 | Davis Cup | Hardcourt (i) | Andrej Roebljov Daniil Medvedev Karen Chatsjanov Aslan Karatsev | Marin Čilić Borna Gojo Nino Serdarušić Nikola Mektić | 2-0 (2 wedstrijden) | details |

## Prestatietabel
| Legenda | Legenda                          |
| ------- | -------------------------------- |
| g.t.    | geen toernooi gehouden           |
| l.c.    | lagere categorie                 |
| –       | niet deelgenomen                 |
| G       | uitgeschakeld in de groepsfase   |
| 1R      | uitgeschakeld in de eerste ronde |
| 2R      | uitgeschakeld in de tweede ronde |
| 3R      | uitgeschakeld in de derde ronde  |
| 4R      | uitgeschakeld in de vierde ronde |
| KF      | uitgeschakeld in de kwartfinale  |
| HF      | uitgeschakeld in de halve finale |
| F       | de finale verloren               |
| W       | het toernooi gewonnen            |
| w-v     | winst/verlies-balans             |

### Dubbelspel
| grandslamtoernooien  |      |     |      |      |      |    |      |      |      |      |      |      |      |   |
| Australian Open      | –    | –   | –    | 2R   | 1R   | 1R | 1R   | W    | 2R   | 3R   | HF   | 2R   | 2R   |   |
| Roland Garros        | –    | –   | –    | 3R   | 2R   | 1R | 2R   | F    | 3R   | F    | –    | 3R   | 1R   |   |
| Wimbledon            | –    | –   | –    | 3R   | 3R   | 3R | F    | 1R   | 2R   | g.t. | W    | F    | 3R   |   |
| US Open              | –    | –   | –    | 2R   | 2R   | 2R | 3R   | 1R   | 2R   | W    | 1R   | KF   | 2R   |   |
| ATP Finals           |      |     |      |      |      |    |      |      |      |      |      |      |      |   |
| ATP Finals           | –    | –   | –    | –    | –    | –  | G    | G    | –    | G    | HF   | F    | –    |   |
| ATP Masters 1000     |      |     |      |      |      |    |      |      |      |      |      |      |      |   |
| Indian Wells         | –    | –   | –    | –    | –    | –  | –    | HF   | HF   | g.t. | KF   | 1R   | 2R   |   |
| Miami                | –    | –   | –    | –    | –    | –  | 1R   | KF   | KF   | g.t. | W    | 2R   | 1R   |   |
| Monte Carlo          | –    | –   | –    | –    | –    | –  | –    | F    | 2R   | g.t. | W    | KF   | 2R   |   |
| Madrid               | –    | –   | –    | –    | –    | –  | 2R   | –    | KF   | g.t. | F    | 2R   | 2R   |   |
| Rome                 | –    | –   | –    | –    | –    | –  | 2R   | KF   | HF   | KF   | W    | W    | 1R   |   |
| Montreal/Toronto     | –    | –   | –    | –    | –    | –  | HF   | HF   | 1R   | g.t. | F    | 2R   | KF   |   |
| Cincinnati           | –    | –   | –    | –    | –    | –  | 2R   | 2R   | HF   | 1R   | KF   | 2R   | 2R   |   |
| Shanghai             | –    | –   | –    | –    | –    | HF | KF   | HF   | W    | g.t. | g.t. | g.t. | –    |   |
| Parijs               | –    | –   | –    | –    | –    | –  | 1R   | HF   | 1R   | F    | 2R   | –    | HF   |   |
| olympisch            |      |     |      |      |      |    |      |      |      |      |      |      |      |   |
| Olympische Spelen    | g.t. | –   | g.t. | g.t. | g.t. | –  | g.t. | g.t. | g.t. | g.t. | W    | g.t. | g.t. |   |
| statistieken         |      |     |      |      |      |    |      |      |      |      |      |      |      |   |
| totaal aantal titels | 0    | 0   | 0    | 0    | 1    | 4  | 3    | 5    | 2    | 2    | 9    | 6    | 3    | 0 |
| eindejaarsranking    | 379  | 130 | 71   | 56   | 54   | 29 | 17   | 3    | 18   | 4    | 1    | 5    | 32   |   |

### Gemengd dubbelspel
| Legenda | Legenda                          |
| ------- | -------------------------------- |
| g.t.    | geen toernooi gehouden           |
| l.c.    | lagere categorie                 |
| –       | niet deelgenomen                 |
| G       | uitgeschakeld in de groepsfase   |
| 1R      | uitgeschakeld in de eerste ronde |
| 2R      | uitgeschakeld in de tweede ronde |
| 3R      | uitgeschakeld in de derde ronde  |
| 4R      | uitgeschakeld in de vierde ronde |
| KF      | uitgeschakeld in de kwartfinale  |
| HF      | uitgeschakeld in de halve finale |
| F       | de finale verloren               |
| W       | het toernooi gewonnen            |
| w-v     | winst/verlies-balans             |

### Prestatietabel, gemengddubbelspel
| Toernooi            | 2014 | 2015 | 2016 | 2017 | 2018 | 2019 | 2020 | 2021 | 2022 | 2023 | 2024 |
| ------------------- | ---- | ---- | ---- | ---- | ---- | ---- | ---- | ---- | ---- | ---- | ---- |
| grandslamtoernooien |      |      |      |      |      |      |      |      |      |      |      |
| Australian Open     | –    | –    | –    | 1R   | W    | KF   | –    | KF   | 1R   | 2R   |      |
| Roland Garros       | –    | –    | 1R   | 1R   | F    | F    | g.t. | –    | 1R   | 2R   |      |
| Wimbledon           | 2R   | –    | 1R   | KF   | 3R   | 3R   | g.t. | KF   | HF   | W    |      |
| US Open             | –    | –    | W    | 1R   | 2R   | KF   | g.t. | –    | HF   | HF   |      |
| olympisch           |      |      |      |      |      |      |      |      |      |      |      |
| Olympische Spelen   | g.t. | g.t. | –    | g.t. | g.t. | g.t. | g.t. | –    | g.t. | g.t. |      |